# Dusona surrata
Dusona surrata är en stekelart som först beskrevs av Franz Paula von Schrank 1781.  Dusona surrata ingår i släktet Dusona och familjen brokparasitsteklar. Inga underarter finns listade i Catalogue of Life.